# Teti
 Ovo je glavno značenje pojma Teti. Za druga značenja pogledajte Teti (razdvojba).
Teti je bio prvi faraon 6. dinastije drevnog Egipta, nasljednik i zet faraona Unasa. Zapis o točnoj dužini njegove vladavine je uništen na Torinskom popisu kraljeva te je ona zato nepouzdana, ali se pretpostavlja da je trajala 12 godina. Za vrijeme Tetijeve vladavine visoko rangirani službenici su počeli graditi grobne spomenike u rangu faraonskih te su službenici postajali moćniji i bogatiji.

## Životopis

### Porijeklo
Teti je bio sin žene zvane Sešešet. Ne zna se tko mu je bio otac, ali to nije bio kralj Unas.

### Vladavina
Teti je oženio princezu Iput, Unasovu kćer. Unasov jedini sin Unas-ank umro je prije njega. Tako je nakon Unasove smrti na vlast došao Teti (oko 2345. pr. Kr.).
Horus ime Tetija glasilo je Hor Sehetep Taui - "Horus koji zadovoljava (umiruje?) Dvije zemlje" (Donji i Gornji Egipat). Nebti ime mu je glasilo Sehetep Nebti - "Onaj koji zadovoljava Dvije dame" (božice zaštitnice). Tu je još i zlatno Horus ime: Hor nebu sema - "Zlatni Horus koji ujedinjuje". Horus je bog-sokol, sin boga Ozirisa, boga uskrsnuća i vječnog života.
Službenici s Tetijeva dvora bili su Hnumenti (sin Senedžemiba Intija), Nefer Idu (vezir), Hesi (vezir), Inumin, Mehu, Mereruka i Kagemni II. Memi (Mereruka i Kagemni bili su Unasovi zetovi). Ankmahor je bio svećenik i vezir iz njegova vremena.
Prema Anthonyju Spalingeru, najviši datum Tetijeve vladavine je "izgubljeni dan 3. ljetnog mjeseca 6. godine popisa stoke" (11. godine ako je popis dvogodišnji) iz Hatnubskog grafita br. 1. Ovaj potvrđuje Kamen iz Južne Saqqare, analski dokument iz doba vladavine Pepija II. koji mu pripisuje vladavinu od 12 godina.

### Smrt i pokop
Prema svećeniku Manetonu, Tetija su ubili njegovi čuvari. Pokopan je u Sakari. Naslijedio ga je Userkare, za kojega se pretpostavlja da mu je bio sin, dok postoji i druga teorija, da je bio uzurpator. Čini se da Tetijeva smrt nikad neće biti razjašnjena. Njegov sin Pepi I. Merira zavladao je nakon Userkare.

## Obitelj
Premda je Iput bila najplemenitija žena na Tetijevu dvoru, ona nije bila njegova glavna supruga. Zapravo, njegova je glavna žena bila Kuit II. Njezino je podrijetlo nepoznato.
Kuit je bila majka princa Tetianka Crnog i princeze Sešešet Šešit. Vjeruje se da je Tetiank bio ubijen. Prema jednoj teoriji, Kuit je bila i Userkarina majka.
Teti i Iput imali su sina Nebkauhora Idua, koji je umro mlad, te sina Pepija, koji je poslije postao kralj. Imali su i nekoliko kćeri.
Teti je bio djed faraona Merenre Nemtiemsafa I., kraljice Iput II. i kraljice Neit. 
Moguće je da je Teti imao još jednu ženu uz Iput i Kuit - Kentkaues IV.

## Vanjske poveznice
- (engl.) Teti, 6. dinastija
- (engl.) The South Saqqara Stone: Sixth Dynasty Annals